# Teutsche Schule (Schleusingen)

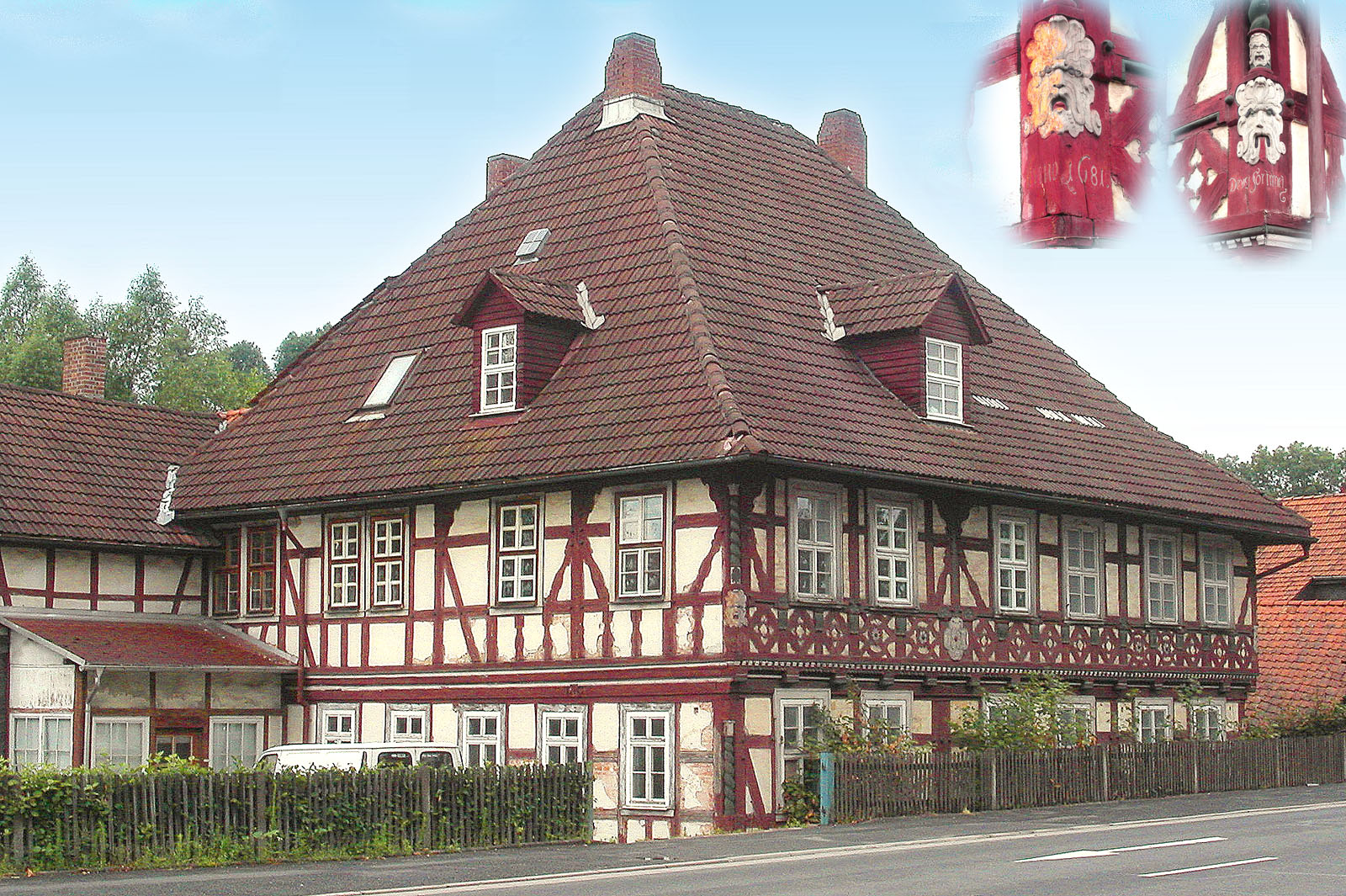
Schleusingen, „Teutsche Schule“, hennebergisch-fränkisches Fachwerk, 1681

Die Teutsche Schule ist ein bedeutendes Fachwerkgebäude aus dem Jahre 1681 in der südthüringischen Kleinstadt Schleusingen.
Das Fachwerk im hennebergischen Stil steht auf einem Sandsteinsockel und wird von einem abgewalmten Satteldach bedeckt.
Seit 2017 ist das Gebäude in städtischem Eigentum. Langer Leerstand hat an der Substanz Spuren hinterlassen. Nach der umfassenden Sanierung und Restaurierung soll ein Gasthaus mit Pension das historische Haus am neuen Busbahnhof beleben. Die Eröffnung war im September 2020 geplant.

## Schulnutzung
Der prunkvolle Fachwerkbau diente als westliche Erweiterung des ehemaligen Barfüßer-Klosters von 1502 dem Unterricht des seit 1577 bestehenden Hennebergischen Gymnasiums.

## Translozierung
1868 wurde das gesamte Gebäude an seinen heutigen Standort in der Suhler Straße transloziert. Es musste seinen Standort wechseln, weil das hiesige Hennebergische Gymnasium an dieser zentralen Stelle nahe dem Marktplatz ein neues Gebäude bekommen sollte.

## Anhebung
Am 7. Oktober 2017 wurde in der öffentlichen Sitzung des städtischen Ausschusses Bau/ Wirtschaft/ Ordnung bekannt, dass das gesamte Bauwerk im Jahr 2018 auf Straßenniveau angehoben werden soll. Das entspricht einer Erhöhung um ca. 1,40 m. Sowohl für die Vermarktung des Objektes als auch für den Schutz vor Hochwässern der angrenzenden Erle soll dies Vorteile bringen. Das Straßenniveau ist durch zahlreiche Ausbauten seit Mitte des 19. Jahrhunderts auf die aktuelle Höhe angewachsen.